# داني جيلمور (سياسي)
داني جيلمور (بالإنجليزية: Danny Gilmore)‏ هو سياسي أمريكي، ولد في 2 ديسمبر 1949. حزبياً، نشط في الحزب الجمهوري الكاليفورني ‏. وقد انتخب عضو جمعية ولاية كاليفورنيا.